# Itoshima

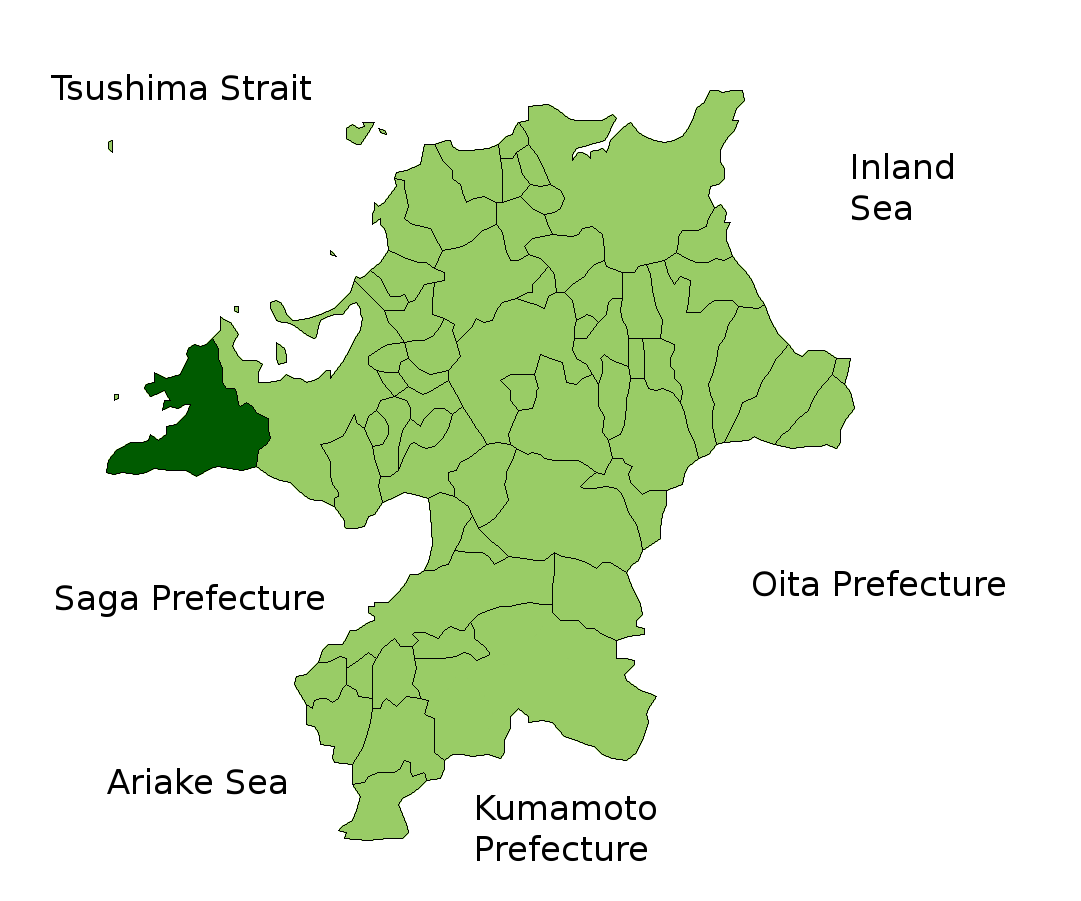

Itoshima (糸島市 Itoshima-shi?) este un municipiu din Japonia, prefectura Fukuoka.